# Râul Tifan
Râul Tifan este un curs de apă, afluent al râului Târnava Mare. 

## Hărți
- Harta județului Harghita